# 변해명
변해명(邊海明, 1939년 ~ 2012년 5월 8일)은 대한민국의 수필가이다.

## 약력
변해명은 1939년 서울특별시 종로구 적선동에서 태어났다. 그녀는 서울대학교 사범대학에 입학을 했고, 그 후에는 고려대학교 교육대학원으로 진학해서 국어학과 국문학 시론을 공부했다. 대학원 공부를 마친 뒤, 변해명은 34년 동안 중학생들과 고등학생들을 가르쳤고 그 중 12년은 인천남자중학교, 부평여자중학교, 그리고 부평서여자중학교에서 교감으로 일하기도 했다. 또한 부일중학교와 부평서여자중학교에서는 교장으로 8년간 일했고 그 후 명예퇴임을 했다.
1972년부터 4년간 대한민국 문교부 편수관실에서 파견근무를 했고 한국 교원단체 총연합회의 부회장을 맡기도 했다. 또한 1982년부터는 민주 평화통일자문회의의 자문위원의 역할도 하였으며 홍조근조훈장수여를 수상하기도 했다.

## 문단활동
변해명은 1975년 韓國文學(김동리 주간) 수필 신인상으로 문단에 나왔다. 그 후로 그녀는 한국문인협회회원, 국제 PEN클럽 한국본부 회원, 수필문우회 회원이란 직업들을 가지면서 인생을 살아갔다. 그 이후로는 한국수필가협회 이사, 한국여성문학인회 이사, 부평문학회 회장, 그리고 수필문우회 부회장등의 자리를 가지기도 했다.

### 작품집
- 1976년 첫 수필집 {먼 지평에…} 출간(유림사). 2쇄 인쇄.
- 1978년 두 번째 수필집 {외로운 영혼에 불을 밝히고} 출간(한마음사). 3쇄 인쇄.
- 1988년 세 번째 수필집 {그리운 곳의 빈 자리} 출간(미리내).
- 1990년 네 번째 수필집 {정바라기} 출간(한마음사).
- 1996년 다섯번째 수필집 {다가오는 목소리} 출간(시대문학).
- 2000년 수필선 [그림자 춤] 출간(선우미디어).
- 2003년 여섯 번째 수필집 [숨겨진 시간의 지도]를 출간(선우미디어).
- 2004. 기행수필집 <길없는 길을 따라> 진원출판사 - 문화예술협회 우수도서선정.
- 2006. 4인수필집 <시간의 대장장이> 선우미디어 출간.
- 2008. 9. 선수필집 <주인없는꽃수레> 소소리.
- 2008. 9. <옛그림에서 찾아보는 잊혀져가는 우리풍습> 수필과 비평사.
- 2013. 5. 유고시집 < 산처럼 선대로 살다가> 발간
- 2015. 5. <변해명문학전집> 발간

### 문학상
- 1989년 3월 수필문학진흥회 주관 현대수필문학상 받음
- 1996년 2월 한국수필가협회 제정 제14회 한국수필문학상 수상
- 2009. 3월 신곡문학대상 수상
- 2009.12월 한국문학상 수상

### 현재 진행 중인 연재
- 숲을 찾아서
- 외국수필산책
- 수필에 관한 나의 관점
- 내 작품을 말한다
- 우리 풍물의 이미지를 찾아서
- 어제의 우리풍물

### 기타
- 논문 [정지용시연구] 정지용 시에 나타난 물의 이미지
- <김기림의 수필세계>
- <창변에서의향수 – 노천명론>
- <이상의 생애를 통해본 자의식과 절망의 내면>